# Herbert Bednorz
Herbert Bednorz (* 22. September 1908 in Gleiwitz; † 12. April 1989 in Kattowitz, Polen) war Bischof von Kattowitz. 

## Leben
Das zweite Kind (sieben Geschwister) von Joseph Bednorz und Anna geborene Ruda besuchte die Volksschule und das Gymnasium in Gleiwitz. 1922 zog die Familie nach Kattowitz. Nach dem Abitur 1927 trat er in das Priesterseminar in Krakau ein und studierte Theologie an der dortigen Jagiellonen-Universität. Am 26. Juni 1932 wurde er von Bischof Stanisław Adamski zum Priester geweiht.
Er studierte im Ausland Sozialwissenschaften an der Katholischen Universität Leuven und Wirtschaftswissenschaften an der Pariser Sorbonne. Er befasste sich mit der sozialen Lehre der Reformatoren Luther und Calvin.
Am 4. Mai 1950 wurde er von Papst Pius XII. zum Koadjutor mit dem Recht der Nachfolge für den gesundheitlich angeschlagenen Bischof Stanisław Adamski im Bistum Kattowitz ernannt; gleichzeitig erhielt er als Titularbischof das Titularbistum Bulla Regia. Die Bischofsweihe empfing er am 24. Dezember 1950 von Diözesanbischof Stanislaw Adamski; Mitkonsekratoren waren der Bischof von Częstochowa Teodor Kubina und der Weihbischof in Kattowitz Juliusz Bieniek. 
Sein bischöflicher Wahlspruch lautete: „Pax hominibus bonae voluntatis“ („Friede auf Erden den Menschen seiner Gnade“) aus dem Gloria der Heiligen Messe.
1952 von der Geheimpolizei festgenommen und verhört, wurde er mit anderen Bischöfen amtsenthoben und aus dem Bistum vertrieben. Er fand Unterschlupf bei den Marienschwestern in Posen. 1956 kehrte er nach Kattowitz zurück. Er war Teilnehmer des Zweiten Vatikanischen Konzils und in der letzten Session Mitglied des Ausschusses für die Laien. Nach dem Tod von Bischof Adamski am 12. November 1967 wurde er Bischof von Kattowitz.
Mit Vollendung des 75. Lebensjahres bot er am 23. April 1985 Papst Johannes Paul II. seinen altersbedingten Amtsverzicht an, den der Papst am 3. Juni 1985 mit der Ernennung seines Nachfolgers Damian Zimoń annahm.
Seine letzte Ruhestätte fand er in der Krypta der Christkönigskathedrale in Kattowitz.